# Mariä Himmelfahrt (Neunkirchen am Sand)

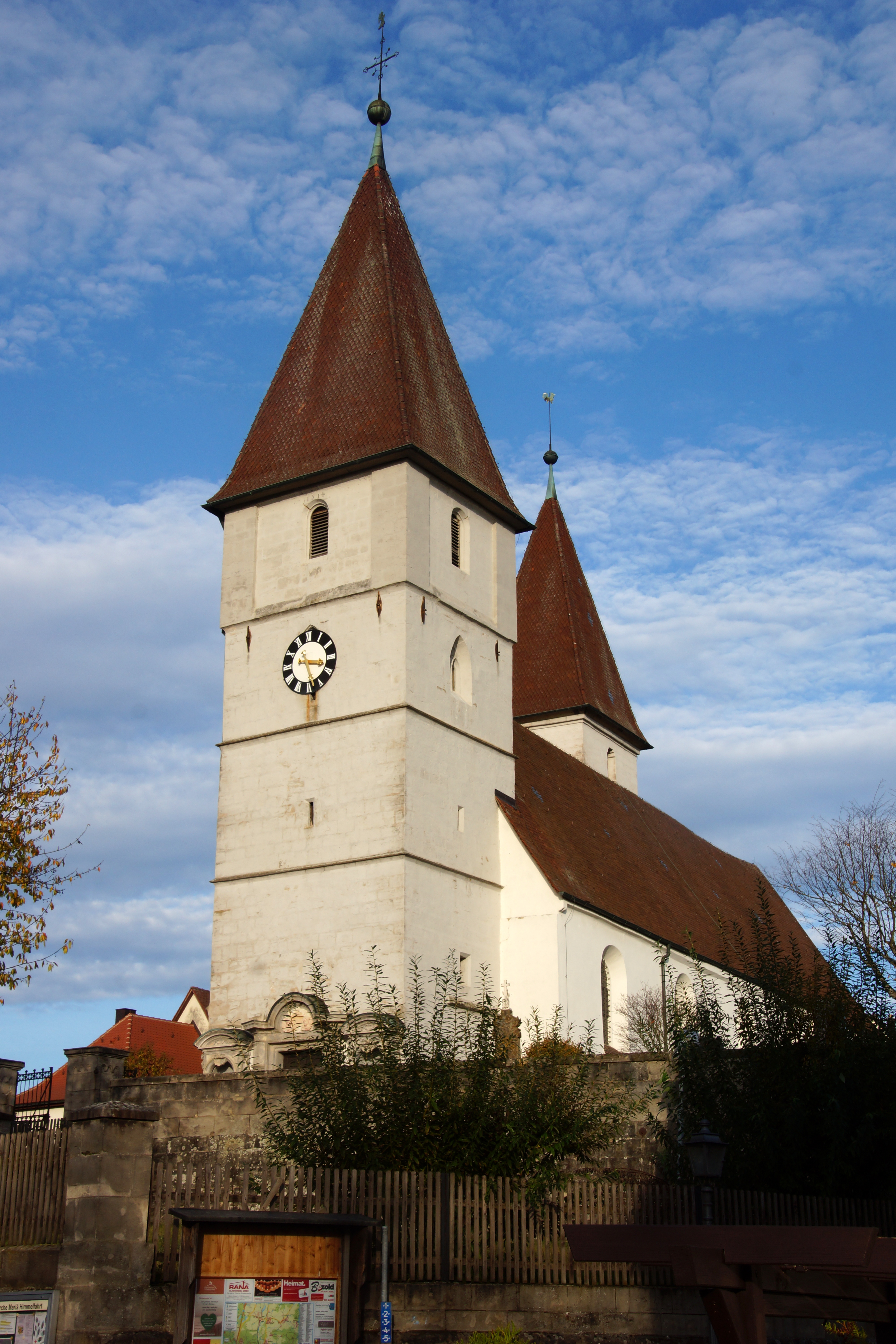
Mariä Himmelfahrt (Neunkirchen am Sand)

Die römisch-katholische, denkmalgeschützte Pfarrkirche St. Mariä Himmelfahrt steht in der Gemeinde Neunkirchen am Sand im Landkreis Nürnberger Land (Mittelfranken, Bayern). Das Bauwerk ist unter der Denkmalnummer D-5-74-141-2 als Baudenkmal in der Bayerischen Denkmalliste eingetragen. Die Kirchengemeinde gehört zum Erzbistum Bamberg.

## Beschreibung
Die im Kern aus dem 14. Jahrhundert stammende, 1723/24 barockisierte Saalkirche wird beherrscht vom viergeschossigen Kirchturm mit steilem Pyramidendach im Westen des Langhauses, der die Turmuhr und den Glockenstuhl beherbergt, und dem viergeschossigen Chorflankenturm mit steilem Pyramidendach über der alten Sakristei an der Nordwand des querrechteckigen Chors im Osten. Das Erdgeschoss des Kirchturms ist mit einem Tonnengewölbe überspannt. Der Chor ist durch einen Chorbogen vom Langhaus getrennt, dessen vier Joche mit einem segmentbogigen Tonnengewölbe auf Wandpfeilern überspannt sind.
Von der ehemaligen gotischen Kirchenausstattung hat sich nichts erhalten. Der Hochaltar und die beide Seitenaltäre von 1723/24 sind von Johann Michael Doser. Die Altarretabel schuf Johann Gebhard. Zwischen den Säulen des Hochaltars stehen die Statuen der heiligen Anna und des heiligen Joachim, beiderseits auf Postamenten der heilige Josef und Johannes der Täufer. Die 2001 von Benedikt Friedrich im alten Prospekt, den Johann Conrad Vogel in den Jahren 1689/90 geschnitzt hatte, eingebaute Orgel hat 22 Register, zwei Manuale und Pedal.